# جان ألفرد
جان ألفرد هو سياسي كندي، ولد في 10 مارس 1940 في بورت أو برانس في هايتي، وتوفي في 20 يوليو 2015 في غاتينو في كندا. حزبياً، نشط في الحزب الكيبيكي. وقد انتخب عضو الجمعية الوطنية في كيبك ‏.